# Batalla de Smolensk (1943)
La segona batalla de Smolensk (7 d'agost – 2 d'octubre de 1943; nom alemany: Smolensker Operation i Operation Suworow; nom rus: Смоленская операция) va ser una gran ofensiva durant la Segona Guerra Mundial, llençada per l'Exèrcit Roig simultàniament amb la Batalla del Dnièper. Aquesta llarga ofensiva de dos mesos, portada a terme pels generals Andrei Ieriomenko i Vassili Sokolovski tenia com a objectiu final eliminar tota presència militar alemanya a les regions de Smolensk i Briansk. La ciutat de Smolensk estava sota ocupació alemanya des de la primera batalla de Smolensk, el 1941.
Tot i una impressionant defensa alemanya, l'Exèrcit Roig aconseguí obrir diverses escletxes decisives durant el transcurs de la lluita, alliberant ciutats importants com Smolensk i Roslav, i entrant a la Belarús ocupada. Tanmateix, donada la ferma oposició alemanya, l'avanç de les tropes soviètiques va ser lent i difícil, i l'operació va haver-se de portar a terme en 3 fases: del 7 al 20 d'agost, del 21 d'agost al 6 de setembre i del 7 de setembre al 2 d'octubre.
La mateixa batalla de Smolensk constitueix en si una gran operació militar, però també va ser important pel seu impacte en la Batalla del Dnièper: 55 divisions alemanyes van haver de ser mobilitzades per a la defensa de Smolensk, divisions que després es revelarien com a necessàries per impedir l'avanç de les tropes soviètiques que travessarien el Dnièper al sud. A més, aquesta batalla va fer retrocedir definitivament a les forces alemanyes de la regió de Smolensk, anul·lant una important amenaça d'atac sobre Moscou.

## Context
Després de la batalla de Kursk al juliol de 1943, la Wehrmacht va perdre tota esperança de recuperar la iniciativa al Front Oriental. Les pèrdues eren enormes, incloent un gran nombre dels seus millors soldats, que havien anat caient en el curs dels dos darrers anys de combat, ocasionant una merma en l'eficàcia de combat. Aquesta situació va fer que la Wehrmacht no tingués més opció que adoptar una actitud defensiva enfront dels atacs soviètics.
Al costat soviètic, Stalin, totalment determinat a prosseguir la conquesta dels territoris sota ocupació alemanya, decidí continuar el pla estratègic que havia començat a finals de 1942 amb l'Operació Urà i que havia desembocat en la batalla de Stalingrad. La batalla del Dnièper tenia per objectiu alhora recuperar Ucraïna i fer retirar-se cap a l'oest la part meridional del front de batalla. L'operació a Smolensk es llançà simultàniament, per tal d'afeblir les defenses alemanyes, en el marc d'una estratègia que obligaria a les reserves alemanyes a replegar-se cap al nord i, així, disminuir considerablement la seva presència al sud del front. Ambdues operacions eren, per tant, les dues cares d'un mateix pla estratègic que buscava recuperar la major quantitat de territori soviètic sota ocupació alemanya.

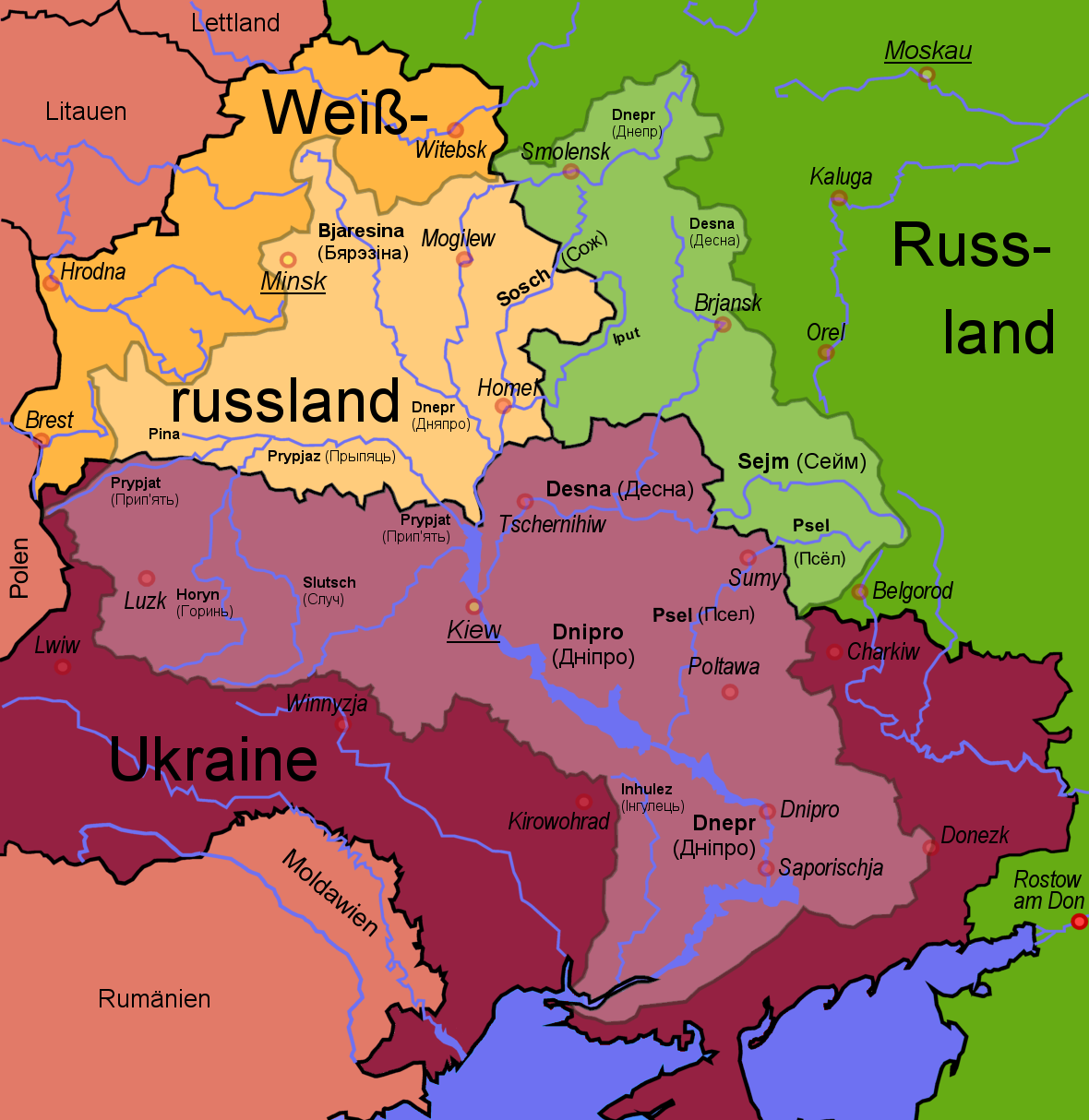
Un mapa de la zona de conflicte, amb les fronteres actuals entre Rússia (verd), Ucraïna (morat) i Belarús (taronja). La superfície de la conca del Dnièper, repartida entre els 3 estats, es representa amb colors més clars. Al nord està la ciutat de Smolensk, sobre el Dnièper, poc abans de travessar l'actual frontera entre Rússia i Belarús, a meitat de camí entre Minsk i Moscou.

### Geografia
La regió on tingué lloc la batalla és un pla de turons baixos, zones pantanoses i boscos, que van limitar les possibilitats en termes de moviments militars. Els turons més alts fan entre 250 a 270 metres, la qual cosa permeté una utilització òptima de l'artilleria defensiva. El 1943, el territori constava de boscs de coníferes i boscs mixts, amb matoll espès.
El territori, a més, està travessat per nombrosos rius, sent els més importants d'ells el Daugava, el Dnièper, el Desna i l'Ugra. Cap d'ells és particularment ample ni particularment profund (de 40 cm a 2,5 m), però les zones planes i pantanoses que els voregen constituïren un veritable escull, particularment per a les tropes mecanitzades.

### Transport
Per a les tropes soviètiques, l'ofensiva es complicà per la manca de mitjans de transport adaptats per a la regió. La xarxa de carreteres no estava gaire desenvolupada; sent escassos els camins pavimentats. Després de les típiques pluges abundants de l'estiu rus, la major part dels camins es van tornar pantanosos (un fenomen conegut a Rússia com a raspútitsa o распу́тица), que disminuí considerablement l'avanç del conjunt de les tropes mecanitzades i creà diversos problemes de logística. Pel que fa als ferrocarrils, les tropes soviètiques només podien comptar amb una via gran: la línia Rzhev - Viazma - Kírov.
Per l'altre costat, la Wehrmacht comptava amb una xarxa de carreteres i ferrocarrils molt més estesa, concentrada principalment als accessos de Smolensk i de Roslav. Aquestes dues ciutats constituïen importants centres logístics, permetent l'aprovisionament de les tropes alemanyes i el ràpid transport dels reforços. Les línies ferroviàries més importants eren la línia Smolensk - Briansk i la línia Nevel - Orsha - Mahiliou, que unien les tropes alemanyes a l'oest a les concentrades a la regió d'Orel; tot i que els partisans havien marcat com a objectiu d'importància vital les conduccions ferroviàries.

### Dispositius ofensius alemanys
Abans de la batalla, aquesta part del front era més o menys estable des de feia 4 o 5 mesos (i en certes zones fins a 18 mesos). Posseïa, a més, les característiques geogràfiques propicies per a la col·locació d'un dispositiu de defensa sòlida. Així, les forces alemanyes van tenir temps d'establir importants posicions defensives, comptabilitzant en alguns punts fins a 5 o 6 línies de defensa, amb una profunditat total de 100 a 130 km.
La primera zona de defensa comprenia la primera línia defensiva (la principal) i la segona, en una fondària total que anava entre 12 i 15 km, situada en la mesura del possible en llocs alts. La línia de defensa principal de 5 km de profunditat, constava de 3 sèries de trinxeres i punts de foc, units per una xarxa de transmissió molt desenvolupada. La densitat dels punts de foc podia arribar a 6 o 7 per quilòmetre de línia de front. En alguns llocs, on s'esperaven atacs blindats, la tercera rasa era un fossat antitanc, amb un pendent abrupte a l'oest, que protegia emplaçaments per a l'artilleria i les metralladores. La primera línia del camp de batalla va ser protegida per 3 fileres de filferro espinós i un important espai minat.
La segona zona de defensa, situada prop de 10 km darrere la primera i que cobria les perspectives més importants, va ser envoltada per una sèrie de punts de foc units per trinxeres. Va ser protegida amb fil ferro, així com per camps minats on eren previsibles els atacs blindats. Entre la primera i la segona línia de defensa s'havien situat un conjunt de punts de tir de menor importància, així com guarnicions, amb vista a disminuir tota eventual avançada soviètica, en cas que la primera línia de defensa arribés a caure. L'artilleria pesant va ser situada darrere d'aquesta segona línia de defensa.
Finalment, darrere de la línia del front, s'havien col·locat 3 o 4 línies suplementàries de defensa als marges occidentals dels rius a totes les zones que això havia estat possible. Les principals ciutats situades sobre la línia de defensa (tals com Ielnia, Dukovixina i Spas-Demensk) havien estat fortificades i havien estat dotades de més reforços, amb la finalitat de preveure l'eventualitat dels combats de llarga durada: així, els camins havien estat minats i se'ls havia cobert de dispositius antitancs, a més d'haver-se instal·lat punts de tir als edificis més importants i més elevats.

### Localització i configuració de la línia de combat
Al juliol de 1943, el Front Oriental presentava una forma còncava relativament lineal a excepció d'un angle que girava sobre la regió d'Orel, creant per a les tropes alemanyes el risc de ser exposades a atacs laterals des del nord. Per tant, un nombre significatiu de divisions del Heeresgruppe Mitte va veure's afectat especialment en aquesta part del front, degut a un temor, completament legítim per altra banda, d'ofensiva superior en aquest sector.

A tipus d'exemple, a finals de juliol de 1943, un despatx alemany indicava: 
| « | sobre el front (...) nombrosos signes testimonien la preparació d'una ofensiva imminent tot i que limitada (Róslavl, Smolensk, Vítsiebsk), així com maniobres que apunten a la immobilització del Grup d'Exèrcits Centre... | » |

En aquestes condicions, l'ofensiva de les tropes soviètiques semblava que seria difícil.

## Primera fase (7 d'agost–20 d'agost)

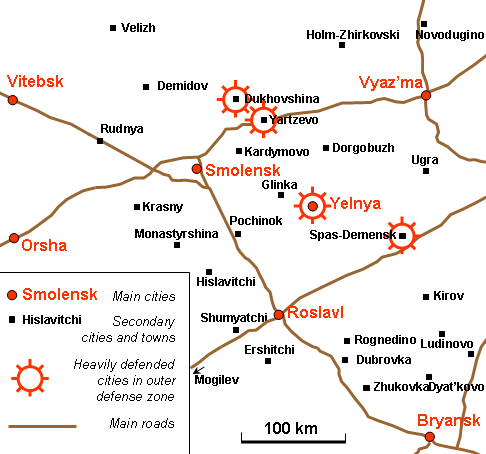
Esquema general de la regió de Smolensk durant la batalla

### Ruptura principal
Després d'un dia d'investigació, pretenent determinar si les tropes alemanyes es retirarien o no de la primera línia de trinxeres, l'ofensiva s'inicià el 7 d'agost de 1943 a les 6:30 (amb un bombardeig preliminar a les 4:30), per una obertura cap a Roslav. D'aquesta ofensiva se n'encarregarien 3 exèrcits: el 5è, el 10è i el 33è.
Tanmateix, l'atac es trobà ràpidament confrontat amb una dura resistència. Les tropes alemanyes van intentar nombroses contraofensives, partint de les seves defenses sòlides i ben preparades, recolzades per tancs, carros d'assalt i artilleria de morter, així com d'armes pesants, tal com deia el General Konstantín Rokossovski, ens vam haver d'obrir un pas literalment a través de les línies alemanyes, un a un. El primer dia, les tropes soviètiques només s'havien apropat 4 km, tot i estar emprant totes les tropes disponibles en aquesta operació (incloent als artillers, als encarregats de les comunicacions i els tècnics).
Tot i la virulència dels atacs soviètic, ràpidament va fer-se evident que els 3 exèrcits no podrien trencar les línies alemanyes. Per tant, es decidí emprar a la batalla al 68è Exèrcit, mantingut a la reserva. Al costat alemany, 3 divisions suplementàries (la 2a Divisió Panzer i les divisions d'infanteria 36 i 56) van ser enviades al front, des de la regió d'Orel, per a repel·lir l'avanç soviètic.
L'endemà, 8 d'agost, l'atac prosseguí, amb una temptativa d'obertura simultània al nord, cap a Iartzevo. Ambdós atacs van ser detinguts per una especialment dura resistència alemanya. Durant els 5 dies següents, els soviètics van avançar amb dificultat i lentament a les defenses alemanyes, rebutjant virulents contraatacs i patint unes pèrdues tremendes. L'11 d'agost, gràcies a l'aportació de tropes de reserva, l'Exèrcit Roig aconseguí avançar una profunditat de 15 a 25 km.
Els següents atacs, portats a terme per les forces blindades i les forces del 6è Cos de Cavalleria, no van produir cap efecte significatiu sinó que, a més, van causar unes pèrdues enormes donada la violent resposta dels defensors alemanys, creant així una situació de carreró sense sortida.

### Ofensiva de Spas-Demensk
A la regió de Spas-Demensk, els esdeveniments van ser una mica més favorables pel 10è Exèrcit. En aquest sector, en el qual la Wehrmacht només disposava de poques tropes i reserves limitades, les tropes soviètiques aconseguiren travessar les línies alemanyes i avançar 10 km en només dos dies.
Tanmateix, el 5è Cos Mecanitzat soviètic, especialment desplaçat des de Kirov per tal d'aprofitar l'escletxa a la batalla, va ser suspès en la seva missió, principalment a causa de la mala organització de la defensa antiaèria, que permeté als bombarders en picat alemanys atacar de forma relativament fàcil a les grans formacions de tancs soviètics. Les enormes pèrdues que patí el 5è Cos Mecanitzat l'obligaren a retirar-se del combat. Tot i això, el 13 d'agost, les tropes soviètiques havien penetrat 25 km suplementaris dins les línies enemigues, alliberant així Spas-Demensk.

### Ofensiva de Dukovshina
Per ordre de la Stavka (l'Estat major central de l'Exèrcit Roig), l'ofensiva portada a terme als accessos de Dukovshina es presentà una setmana després, el 13 d'agost. Tanmateix, com a altres parts del front, els Exèrcits 39è i 43è s'enfrontaren a una virulenta oposició alemanya. En el curs del primer dia, les tropes alemanyes emprengueren 24 contraatacs, a mida de regiment, recolzats per tancs, carros d'assalt i unitats d'aviació.
Durant els següents 5 dies, les tropes soviètiques només van poder endinsar-se 6 o 7 km i, tot i que van causar greus pèrdues a les tropes alemanyes, les seves pròpies pèrdues també van ser importants.

### Causes del carreró sense sortida
A mitjans d'agost es produí una estabilització del front sobre el perímetre del teatre d'operacions. El carreró sense sortida que resultà de tot plegat, tot i que intrínsecament no constituïa una derrota, representava una veritable amenaça pel comandament soviètic. Diversos factors poden explicar aquest carreró: així ho comenta el tinent general Aleksei Antónov, "havíem de fer front alhora a l'hostilitat dels boscos i dels pantans, així com a la resistència cada vegada més forta de les tropes enemigues reforçades per divisions que arribaven de la regió de Briansk".
El mariscal Nikolai Vóronov, ex-membre de la Stavka, analitzà les causes d'aquest carreró sense sortida a les seves memòries. En comptà 8:
1. El comandament alemany coneixia l'operació i es preparà per allò
2. Les línies alemanyes de defensa van estar excepcionalment ben preparades (posts de tir reforçats per trinxeres, filferros camps minats, etc.)
3. Diverses divisions de fusellers soviètiques estaven insuficientment preparades per a una situació d'assalt en el marc d'una configuració de defensa a línies múltiples. Això es revelà molt particularment per a les divisions de reserva, la formació de les quals no havia estat correctament dirigida.
4. El nombre de tancs desplegats a la batalla era insuficient, la qual cosa obligà als comandants soviètics a recolzar-se en l'artilleria, els morters i la infanteria per travessar les línies alemanyes. És més, els nombrosos contraatacs alemanys i l'abundància de camps minats van disminuir la progressió de la infanteria
5. La col·laboració entre els regiments i les divisions estava lluny de ser perfecta. Va haver-hi pauses intempestives durant l'atac, així com una voluntat per part de certs regiments d'evitar l'assalt i d'exposar a d'altres en el seu lloc.
6. Nombrosos comandants soviètics van ser sorpresos en reiterades ocasions pels contraatacs alemanys i no van actuar de manera apropiada, i això que els seus efectius eren superiors als de la Wehrmacht.
7. La infanteria no va saber aprofitar correctament el seu propi armament (tal com les seves pròpies armes pesants i els morters portàtils), recolzant-se massa en l'artilleria
8. El fet que l'ofensiva hagués estat traslladada del 3 al 7 d'agost permeté a les tropes alemanyes preparar millor la seva defensa.

Tenint presents tots aquests factors, el mariscal Vóronov demanà que el 4t Exèrcit de Blindats i el 8è Cos d'Artilleria fossin traslladats al Front de Briansk amb vistes a ser emprats en virtut de l'atac dels accessos a Smolensk
Aquest carreró sense sortida, molt lluny de les esperances de la Stavka, va tenir almenys un mèrit: va reunir ni més ni menys que el 40% de les divisions alemanyes del Front Oriental als voltants de Smolensk, la qual cosa alleugerí molt la tasca de les tropes soviètiques que lluitaven al sud i a la regió de Kursk. La Stavka, que havia planejat repetir l'ofensiva el 21 d'agost, decidí retardar-la lleugerament, de manera que les unitats soviètiques tinguessin temps per reaprovisionar-se i rebre nous reforços.

## Segona fase (21 d'agost–6 de setembre)
A mitjans d'agost, la situació sobre el Front Oriental havia evolucionat i l'Exèrcit Roig començà una ofensiva més general, que es presentà com l'operació de contraofensiva Polkovodets Roumiantsev a la regió de Kursk i que prosseguí amb la Batalla del Dnièper al sud. Tanmateix, la Wehrmacht continuava consolidant les seves tropes als voltants de Smolensk i als voltants de Roslavl, retirant per això diverses divisions de la regió d'Orel. En conseqüència, la contraofensiva de Kursk es realitzà de forma relativament fàcil als accessos d'Orel, creant un ample sortint a la línia de defensa enemiga al sud de Smolensk i de Briansk.
En aquesta situació, l'antiga estratègia d'atac, orientada cap al sud-est amb destí a Roslavl i amb destí a Briansk, es mostrà obsoleta. La Stavka decidí reemplaçar més aviat l'atac cap a l'oest, amb destí a Ielnia i Smolensk.

### Contraofensiva de Ielnia
Ielnia va ser considerada com una "clau" en la defensa de Smolensk i, conseqüentment, les tropes alemanyes havien situat un sòlid dispositiu de defensa al voltant de la ciutat. Els sectors pantanosos que envoltaven els rius Desna i Ugra havien estat minats i sobre els turons que dominaven la ciutat s'havien situat armes pesants. Durant la setmana del 20 d'agost al 27 d'agost, els exèrcits soviètics van rebre reforços de tancs i artilleria.
L'ofensiva finalment s'efectuà el 28 d'agost, i va ser realitzada per 3 exèrcits (el 10è, el 21è i el 33è), recolzats per 3 cossos cuirassats i cossos mecanitzats, i pel 1r Exèrcit de l'Aire. Aquests 3 exèrcits cobrien un front de 36 km, formant una concentració extremadament forta de tropes. Tanmateix, aquestes tropes van tenir problemes d'aprovisionament i manca de carburant, disposant només amb el que ja tenien, que els duraria només una o dues setmanes.
Després d'un intens bombardeig de 90 minuts, les tropes soviètiques començaren a avançar. Tant el bombardeig artiller com l'ús de caça bombarders li permeteren afeblir considerablement les línies alemanyes, donant-li a l'Exèrcit Roig la possibilitat d'efectuar en un dia una obertura de 25 km i de provocar la retirada de les línies alemanyes entre 6 i 8 km. L'endemà, les divisions de fusellers soviètiques van continuar avançant, creant un front sortint de 30 km de longitud amb una profunditat d'entre 12 a 15 km.
EL 2n Cos Blindat començà a participar en la batalla per tal d'ampliar l'obertura creada. En un dia, les seves tropes van avançar 30 km, fins a arribar als accessos de Ielnia, i sense deixar temps als alemanys per reagrupar les seves forces, atacant la ciutat i començant a cercar-la. El 30 d'agost, les forces alemanyes van ser forçades a abandonar Ielnia, patint greus pèrdues. Aquesta derrota marcà l'inici de la retirada alemanya a la regió. El 3 de setembre, les forces alemanyes van arribar a la riba oriental del Dnièper.

### Maniobra de Briansk
A la regió de Briansk, els successos també van ser favorables pels soviètics, tot i trobar-se una forta resistència alemanya. La identificació d'una fallida en la defensa alemanya va fer modificar tots els plans previstos. La facilitat amb què van ser presos diversos turons que dominaven la regió als voltants de Doubrovka, al nord de Briansk, i la captura subseqüent de nombrosos soldats alemanys, probablement poc preparats pel combat, van cridar l'atenció al general Markian Popov, encarregat del Front de Briansk entre juny a octubre de 1943. Aquesta situació probablement significava que l'ofensiva soviètica no havia estat prevista pels alemanys en aquest eix.
En conseqüència, la frontera entre el Front Belarús i el Front de l'Oest soviètic es reuní al sud, la qual cosa permeté als dos exèrcits "nous" començar una maniobra en tenalles cap a Doubrovka i als voltants de Briansk, obligant a retirar-se a les forces alemanyes.
El 6 de setembre, l'ofensiva havia disminuït notablement sobre el conjunt del front; les tropes soviètiques avançaven només 2 km per dia. Al costat dret, els violents combats havien esclatat als boscos dels voltants de Yartzevo. Al centre, les tropes soviètiques en marxa arribaven cap a la línia defensiva del Dnièper. Al costat esquerre, les divisions de fusellers soviètics avançaven a mig gas mentre que penetraven als boscos del sud-oest de Ielnia. És més, les tropes soviètiques estaven tan esgotades i delmades, que la seva potència i eficàcia estaven notòriament disminuïdes. El 7 de setembre, l'ofensiva es va aturar, marcant el final de la segona fase de l'operació de Smolensk.

## Tercera fase (7 de setembre–2 d'octubre)
Durant la setmana del 7 al 14 de setembre, les tropes soviètiques van rebre nous reforços i es prepararen per a una nova ofensiva. Els objectius definits per la Stavka eren les ciutats de Smolensk, Vítsiebsk o Orsha. L'operació prosseguí el 14 de setembre, desenvolupant-se al costat esquerre del Front de Kalinin i al Front de l'Oest. De nou, després d'un bombardeig d'artilleria preliminar, les tropes soviètiques provaren de perforar les línies alemanyes.
Al sector d'atac del Front de Kalinin, l'Exèrcit Roig va crear en un dia un orifici de 30 km de longitud i d'entre 3 a 13 km de fons. Després de 4 dies d'enfrontaments, els soviètics es van apoderar de Dukoshina, l'altra ciutat clau en la línia de defensa alemanya per damunt de Smolensk.
Al sector d'atac del Front de l'Oest, d'on l'ofensiva es presentà un dia més tard, l'obertura es revelà també prometedora, amb la creació d'un sortint de 20 km de longitud amb una profunditat de 10 km. El mateix dia, Yartzevo, una important estació ferroviària important i propera a Smolensk, va ser alliberada per l'Exèrcit Roig. Al costat esquerre del Front de l'oest, les divisions soviètiques van arribar al riu Desna i el flanquejaren, creant diversos caps de pont sobre la riba occidental.
En conseqüència, la línia defensiva que protegia a Smolents es trobà aclaparada, la qual cosa exposà a les tropes de defensaven la ciutat a maniobres d'encerclament. El general alemany Kurt von Tippelskirch, cap de l'Estat Major del 4t Exèrcit durant l'operació de Smolensk, i posteriorment el seu comandant, escrigué posteriorment:
| « | Les forces del Front de l'Oest soviètic van atacar el costat esquerre del Grup d'Exèrcits Centre sobre la línia Dorogobuzh-Ielnia, amb la finalitat de realitzar una obertura amb destí Smolensk. Llavors clarament resultà que s'havia tornat impossible mantenir el sortint (avançant amb destí a l'est), ocupat pel 9è Exèrcit | » |

Pel 19 de desembre, les tropes soviètiques havien creat a les línies alemanyes una escletxa de 250 km d'ample i 40 km de fondària. L'endemà, la Stavka ordenà a les tropes situades sobre el Front de l'Oest que avancessin cap a Smolensk amb l'objectiu de capturar-la com a màxim el 27 de setembre, per perseguir després la seva progressió amb destí a les ciutats d'Orsha i de Mahiliou. Les tropes presents sobre el Front de Kalinin van tenir la missió de capturar la ciutat de Vítsiebsk abans del 10 d'octubre.
El 25 de setembre, després d'una travessia de la part septentrional del Dnièper i un cop finalitzats els combats veïns que s'havien portat a terme com cada nit, les tropes soviètiques van alliberar la ciutat de Smolensk. El mateix dia, Roslavl també va ser alliberada. Pel 30 de setembre, les forces soviètiques, esgotades i delmades, van ser empantanades als accessos de ciutats de Vítsiebsk, Orsha i de Mahiliou, que encara estaven en mans alemanyes. L'Operació de Smolensk finalitzà el 2 d'octubre. Una continuació relativament limitada d'atacs va ser empresa amb la intenció de recuperar la ciutat de Nevel, que va ser alliberada després de 2 dies de combat.
Globalment, les tropes soviètiques van aconseguir, en el transcurs de la vintena de dies en què es portà a terme l'operació, avançar entre 100 i 180 km segons els sectors.

## Conseqüències i balanç del conflicte
L'operació de Smolensk constituí una victòria decisiva pels soviètics i una gran derrota per a la Wehrmacht. Aquesta victòria de l'Exèrcit Roig pot semblar modesta en comparació a les ofensives que es van portar a terme posteriorment, car no va fer retrocedir les línies enemigues més enllà de 200 a 250 km, però va tenir un important impacte en diverses consideracions.
Primer, les tropes alemanyes van ser rebutjades definitivament dels accessos a Moscou. Aquesta amenaça estratègica, que ocupava el primer lloc entre les inquietuds de la Stavka des de 1941, per fi va ser deixada de costat.
En segon lloc, els anells defensius alemanys, als quals les tropes de la Wehrmacht havien previst recolzar-se, van ser totalment superats. Algun d'ells va arribar a resistir, però ràpidament va ser evident que no seria per gaire temps. En un assaig escrit per oficials de la Wehrmacht després de la guerra, trobem aquesta constància:
| « | Tot i que les accions vigoroses del comandament i de les tropes haguessin permès crear als alemanys un front continu, a posteriori no hi ha cap dubte que donat el mal estat de les tropes, l'absència total de reserves i la inevitable extensió de les línies del front individuals esbojarrades, contribuïren emmascarant el risc d'enfonsament en cas d'un atac soviètic superior en aquest front heterogeni, construït amb tanta dificultat | » |

En tercer lloc, el més important, l'operació de Smolensk constituí una important operació de sosteniment amb relació a la Batalla del Dnièper, mobilitzant entre 40 i 50 divisions alemanyes als accessos de Smolensk i impedint la seva recol·locació al front meridional.
Finalment, el front alemany, abans unit i compacte, va ser separat en dos pels immensos i impenetrables pantans del Prípiat. El Heeresgruppe Süd es trobà així dissociat de les divisions ubicades al nord: així, la Wehrmacht aminorà considerablement les seves possibilitats de moviments de tropes i d'aprovisionament entre aquests dos sectors del front.
Per primer cop, les tropes soviètiques van penetrar en territoris ocupats des de feia molt de temps pels alemanys, i van descobrir allà els crims de guerra comesos per les SS, els Einsatzgruppen i les tropes de la Wehrmacht. A les zones alliberades en el curs de l'operació de Smolensk (que van estar ocupades gairebé dos anys), gairebé la totalitat de la indústria i l'agricultura havia quedat devastada. A l'oblast de Smolensk mateix, el 80% de l'espai urbà i el 50% de l'espai rural habitat havia estat destruït, així com nombroses fàbriques i manufactureres.
Després de l'Ofensiva de Smolensk, la part central del Front germano-soviètic s'estabilitzà durant mesos, fins a finals de juny de 1944, desplaçant-se les principals zones de combat cap al sud, a la regió del Dnièper, per la conquesta dels territoris d'Ucraïna. Només durant el gener de 1944 el front tornà al nord, quan les forces alemanyes van ser rebutjades de Leningrad, posat fi a un setge que havia durat 900 dies. Finalment, l'Operació Bagration, que tingué lloc a l'estiu de 1944, permeté a l'Exèrcit Roig eliminar la presència militar alemanya a gairebé la totalitat dels territoris soviètics encara ocupats, la qual cosa va posar final a l'ocupació nazi de l'URSS, portant la guerra a Polònia i a Alemanya.